# Ретретти
Ретретти (фин. Retretti) — одна из крупнейших в Северной Европе художественных галерей, находящаяся в 30 км от города Савонлинна, в Финляндии, в бывшем муниципалитете Пункахарью (с 2013 года в составе муниципалитета Савонлинна).

## История
Галерея основана в 1983 году Пеккой Хювяриненом и расположена в бывшем муниципалитете Пункахарью, в 30 км от города Савонлинна.
Уникальность галерее придаёт подземная экспозиционная часть общей площадью 7300 м², находящаяся на глубине 30 метров. Подземные пещеры и переходы дополнены светозвуковыми инсталляциями с применением компьютерных и видео- технологий, имеются и обычные выставочные помещения, а также концертный зал на 800 человек. На территории галереи находится также мастерская для детей, где они занимаются творчеством под руководством специального инструктора.
На протяжении нескольких лет правление компании Retretti Oy безрезультатно пыталось разрешить проблемы, связанные со структурой капитала и способностью повышения доходов, но не преуспев в этом, 14 сентября 2012 года подало в государственные органы заявление о признании компании банкротом.